# Skřib
Skřib je malá vesnice, část obce Stvolová v okrese Blansko. Nachází se asi 1 km na severovýchod od Stvolové. Prochází zde silnice I/43. Je zde evidováno 20 adres. Trvale zde žije 43 obyvatel.
Skřib je také název katastrálního území o rozloze 0,51 km2.

## Název
Jméno vesnice je totožné s nářečním (s)křib - "pahorek" (které je v tomto významu užíváno na Českomoravské vrchovině; hláskový vývoj byl hrb > chrb > chřib (odtud Chřiby) > křib).